# Кубок Станковича 2006
Кубок Станковича 2006 или Кубок континентальных чемпионов Станковича 2006 (англ. 2006 Stanković Continental Champions' Cup) — 2-й международный турнир по баскетболу, проходивший с 11 по 15 августа 2006 года в Нанькине и Куньшане, КНР.

## Команды-участницы
- Австралия (Чемпион Океании)
- Бразилия (Чемпион Америки)
- Китай (Чемпион Азии)
- Франция (Бронзовый призёр Чемпионата Европы)
- Германия (Серебряный призёр Чемпионата Европы)
- Греция (Чемпион Европы)

Команды были разделены на две группы. 

## Результаты матчей

### Группа A
11 августа 2006 –  Греция -  Австралия 68:60
12 августа 2006–  Франция -  Греция 72:68
13 августа 2006 –  Австралия -  Франция 77:71
1 место (А1) –  Греция
2 место (А2) –  Франция
3 место (А3) –  Австралия

### Группа B
11 августа 2006 –  Германия -  Китай 82:73
12 августа 2006 –  Германия -  Бразилия 76:75
13 августа 2006 –  Бразилия -  Китай 88:78
1 место (В1) –  Германия
2 место (В2) –  Бразилия
3 место (В3) –  Китай

### Финал
15 августа 2006 (A3-B3)  Австралия -  Китай 61:63
15 августа 2006 (A2-B2)  Франция -  Бразилия 86:74
15 августа 2006 (A1-B1)  Греция -  Германия 84:47

## Итоги
1.  Греция
2.  Германия
3.  Франция
4.  Бразилия
5.  Китай
6.  Австралия

### MVP турнира
- Дирк Новицки ( Германия)

### Символическая сборная турнира
- Тони Паркер (  Франция )
- Леандро Барбоза (  Бразилия )
- Дирк Новицки (  Германия )
- Андерсон Варежао (  Бразилия )
- Яо Мин (  Китай )